# Oilers de Houston
Cet article court présente un sujet plus développé dans : Titans du Tennessee.
Stade
Maillots
Les Oilers de Houston (en anglais : Houston Oilers) était le nom que portait la franchise NFL des Titans du Tennessee (Tennessee Titans) depuis sa création en 1960 et 1997, date de son déménagement dans le Tennessee et de son changement de nom.